# José Padilla (Terrorverdächtiger)

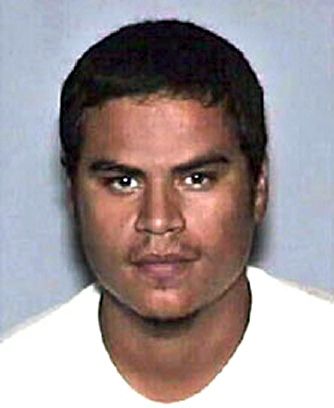
Erkennungsdienstliches Foto Padillas

José Padilla, auch bekannt als Abdullah al-Muhajir oder Muhajir Abdullah (* 18. Oktober 1970 in Brooklyn, New York City) ist ein US-amerikanischer Bürger lateinamerikanischer Herkunft.

## Leben vor der Festnahme
Padillas Eltern stammen aus Puerto Rico. Zuerst in Brooklyn aufgewachsen, zog er später nach Chicago, Illinois, wo er der „Maniac Latin Disciples“-Gang beitrat und mehrmals verhaftet wurde. Während dieser Zeit führte er die Decknamen: José Rivera, José Alicea, José Hernandez und José Ortiz. Als Jugendlicher wurde er wegen schwerer Körperverletzung verurteilt, als ein Gangmitglied, welches er gegen den Kopf getreten hatte, starb. Nachdem er seine letzte Haftstrafe abgesessen hatte, konvertierte er zum Islam und bekannte sich zu einer gewaltlosen Philosophie. Er besuchte mit Adham Amin Hassoun die Masjid Al-Iman Moschee in Fort Lauderdale, Florida. Adham Amin Hassoun arbeitete zu dieser Zeit für die Benevolence International Foundation, eine Wohltätigkeitsorganisation, welche im Verdacht steht, terroristische Aktivitäten zu unterstützen. Padilla und Hassoun wurden Freunde. US-Behörden bezichtigen Hassoun, in fundamentalistischen, islamistischen Kreisen, einschließlich al-Qaida, zu verkehren. Hassoun wurde 2002 verhaftet, weil sein Visum abgelaufen war.

## Gefangenschaft und Prozesse

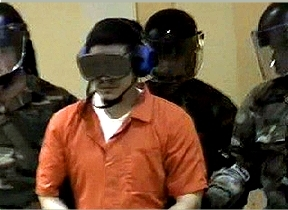
Padilla während seiner Militärhaft

Padilla reiste nach Ägypten, Saudi-Arabien, Afghanistan, Pakistan und Irak. Bei seiner Rückkehr am 8. Mai 2002 wurde er am O’Hare International Airport in Chicago aufgrund eines in New York im Zusammenhang mit dem 11. September 2001 ausgestellten Haftbefehls als unentbehrlicher Zeuge festgenommen.
Er  saß bis zum 9. Juni 2002 in New York in Haft, als Präsident Bush ihn zwei Tage vor einer anstehenden Haftprüfung zum ungesetzlichen Kombattanten erklärte. Er wurde in ein Militärgefängnis in South Carolina verlegt, wo er nicht den Zivilgesetzen der USA unterstand. Klagen gegen die Inhaftierung in New York bleiben aus Zuständigkeitsgründen erfolglos. Der 4. Berufungsgericht erklärte die Inhaftierung 2005 für verfassungsmäßig. Bevor der Fall jedoch dem Obersten Gerichtshof vorgelegt werden konnte, wurde Padilla von der Bundesanwaltschaft in drei Punkten für insgesamt 80 terroristische Taten (u. a. Planung von Terroranschlägen) im Ausland angeklagt. Am 3. Januar 2006 wurde er in ein Gefängnis nach Miami (Florida) überstellt, wo er sich vor dem Bundesbezirksgericht für Süd-Florida verantworten musste. Am 14. August 2007 befand ihn das Geschworenengericht in allen verhandelten Punkten  für schuldig. Padilla wurde am 22. Januar 2008 von Richterin Marcia Cooke zu einer Freiheitsstrafe von 17 Jahren verurteilt. Sowohl Padilla, wie auch die Bundesanwaltschaft legten Berufung gegen das Urteil ein. Während Padillas Berufung abgewiesen wurde, gab das 11. Berufungsgericht der Berufung der Bundesanwaltschaft statt und verwies den Fall erneut an das Bezirksgericht, welches die Strafe schließlich auf 21 Jahre festlegte. Diese verbüßt Padilla zurzeit im Bundesgefängnis ADX Florence in Colorado.

## Vorwürfe wegen Folter
Padilla behauptet, dass er während seiner Haft gefoltert wurde, vor allem durch Sensorische Deprivation, Schlafentzug und dem gezielten Aussetzen von Stresssituationen. George Monbiot schrieb im Guardian, dass Padillas Geisteszustand durch die Bedingungen der Gefangenschaft und der Befragung so beeinträchtigt wurden, dass:

„er so scheint, als hätte er seinen Verstand verloren. Ich meine das nicht metaphorisch. Ich meine sein Verstand ist nicht mehr da.“

Die forensischen Psychiater, die ihn untersucht haben, sagen, dass er:

„die Natur und Konsequenzen des Prozesses gegen ihn nicht verstehen kann, dass er unfähig ist, der Verteidigung Hilfe zu leisten, und beeinträchtigt ist aufgrund mentaler Krankheit, d. h. durch eine Posttraumatische Belastungsstörung, erschwert durch die Neuro-Psychiatrischen Effekte der anhaltenden Isolation.“

Berichten zufolge wird Padilla Anklage wegen Folter während seiner Haft erheben.